# ناحیه البسان
استان البسان (به آلبانیایی: Rrethi i Elbasanit) نام یکی از استان‌های سی‌وشش‌گانه کشور آلبانی است. مرکز آن شهر البسان است.